# Villefontaine
Villefontaine là một xã thuộc tỉnh Isère, trong vùng Rhône-Alpes ở đông nam nước nước Pháp. Xã này nằm ở khu vực có độ cao từ 208-352 mét trên mực nước biển. Theo điều tra dân số năm 2007 của INSEE, xã có dân số 19.104 người.
Sông Bourbre chảy theo hướng tây bắc qua phần đông bắc thị trấn.